# Yourte
 (juin 2009).
Pour les articles homonymes, voir ger.
Cet article possède un paronyme, voir yaourt.
Une yourte ou iourte (mongol bichig : ᠭᠡᠷ, mongol cyrillique : гэр, translittération ISO-9 : ger, en russe : юрта, yurta, à l'origine du terme français[réf. nécessaire]) est l'habitat traditionnel (tente avec une ossature démontable en bois recouvert de feutre) de nombreux nomades vivant en Asie centrale, notamment les Turcs, mongols et les wakhis . Elle est particulièrement utilisée au Kirghizstan, au Kazakhstan au Karakalpakistan mais aussi au Turkménistan, en Turquie en Afghanistan, en Iran, en Ouzbékistan et bien sûr en Mongolie. L'étymologie du mot est d'origine turque : yurt.[réf. nécessaire]

## Yourte mongole

### Description

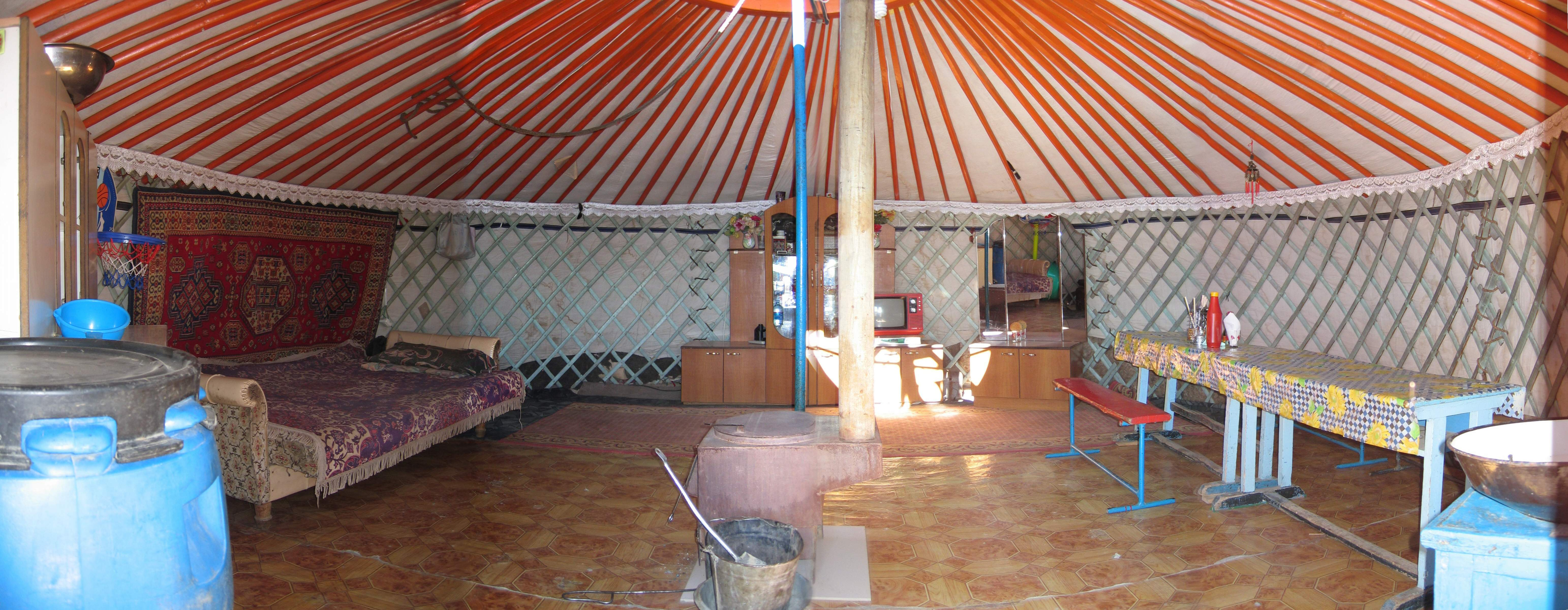
Vue intérieure d'une yourte.

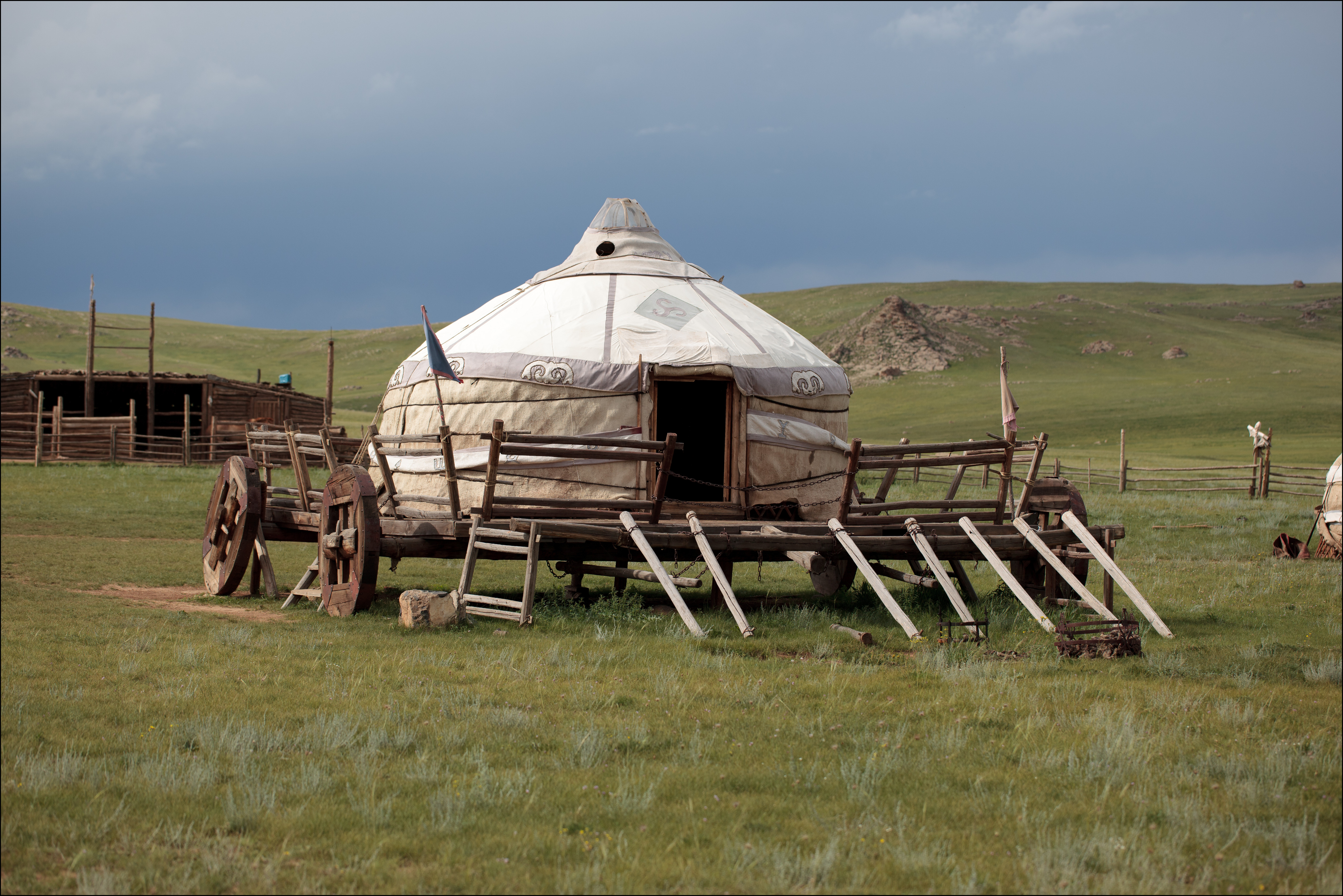
Une ger tereg, yourte sur chariot.

L'élément le plus important de la vie nomade mongole est sans aucun doute la yourte traditionnelle, ou ger. Bien que depuis la seconde partie du XXe siècle, la Mongolie se soit fortement urbanisée, plus d'un million de Mongols continuent à vivre dans leur habitat traditionnel, que ce soient les nomades à la campagne ou les habitants permanents des villes et villages.
C'est une habitation familiale, comprenant une pièce unique autour d'un poêle. On y trouve plusieurs lits qui servent de sièges pendant la journée, armoire et/ou commode, une table basse où est posée la nourriture. La seule ouverture est la porte d'entrée, à l'opposé de laquelle se trouve traditionnellement le lit du chef de famille. Dans les yourtes mongoles et kazakhs, on trouve aussi l'outre en peau qui contient le lait de jument. Ce dernier fermente et est transformé en fromage ou servi liquide (Aïrak).

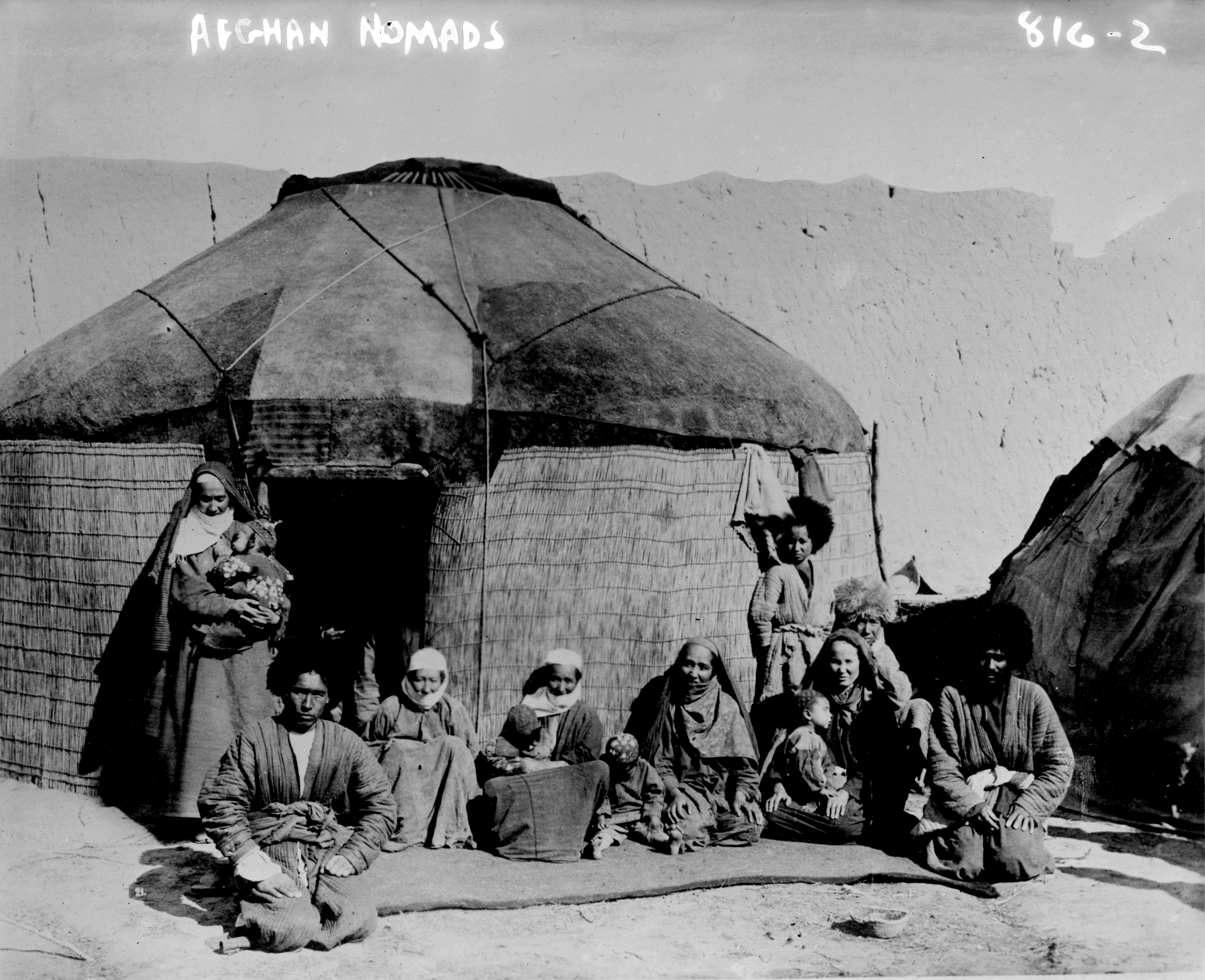
Yourte des nomades d'Afghanistan

La yourte est facilement montable et démontable en quelques heures ce qui en fait un habitat de choix pour les nomades qui se déplacent fréquemment d'un lieu de pâturage à un autre. Il existe également des yourtes sur chariot, le chariot peut alors être tiré par des bovins pour éviter de la démonter. Ce type de yourte est davantage utilisé par les grands chefs de clans.
La yourte comprend aussi une ouverture dans sa partie supérieure pour permettre d'évacuer les fumées et d'éclairer l'ensemble. La taille des yourtes est conditionnée par le nombre de « murs » (khana) ou treillis en bois. La taille standard est une yourte de cinq murs pour un diamètre de 5,80 mètres, une hauteur maximale de 2,30 m et minimale de 1,50 m. En plus de ces cinq murs (XanTai), la yourte est composée d'une porte (Xalag ou haalga), d'une couronne ou clef de voûte (thoone ou toono), de 81 perches (hunnu) formant la charpente soutenue par deux piliers (bagana), d'une ou deux couches de feutre (esgui), d'une toile imperméable (berdzine) en coton.
Les yourtes, d'une manière courante, peuvent avoir de deux à douze murs soit de 9 m2 à 122 m2.
Afin d'assembler la yourte, les sections murales sont dépliées et attachées ensemble pour former un cylindre. La porte est alors attachée à l'armature ainsi formée grâce à des sangles courant le long des murs. Ensuite, le toit est fixé aux deux poteaux de support et est élevé au centre de la yourte. Les branches sont alors emboîtées entre le cadre de toit et les murs. Plusieurs grands morceaux de feutre sont attachés ensemble à l'extérieur de la yourte pour l'isolation et, finalement, elle est couverte d'une coquille en coton blanche. La yourte moderne a l'avantage de garder la chaleur l'hiver, en raison des propriétés d'isolation excellentes du feutre, et d'être très facilement transportable. Une yourte peut être montée ou démontée en seulement 30 minutes.

### Montage d'une yourte

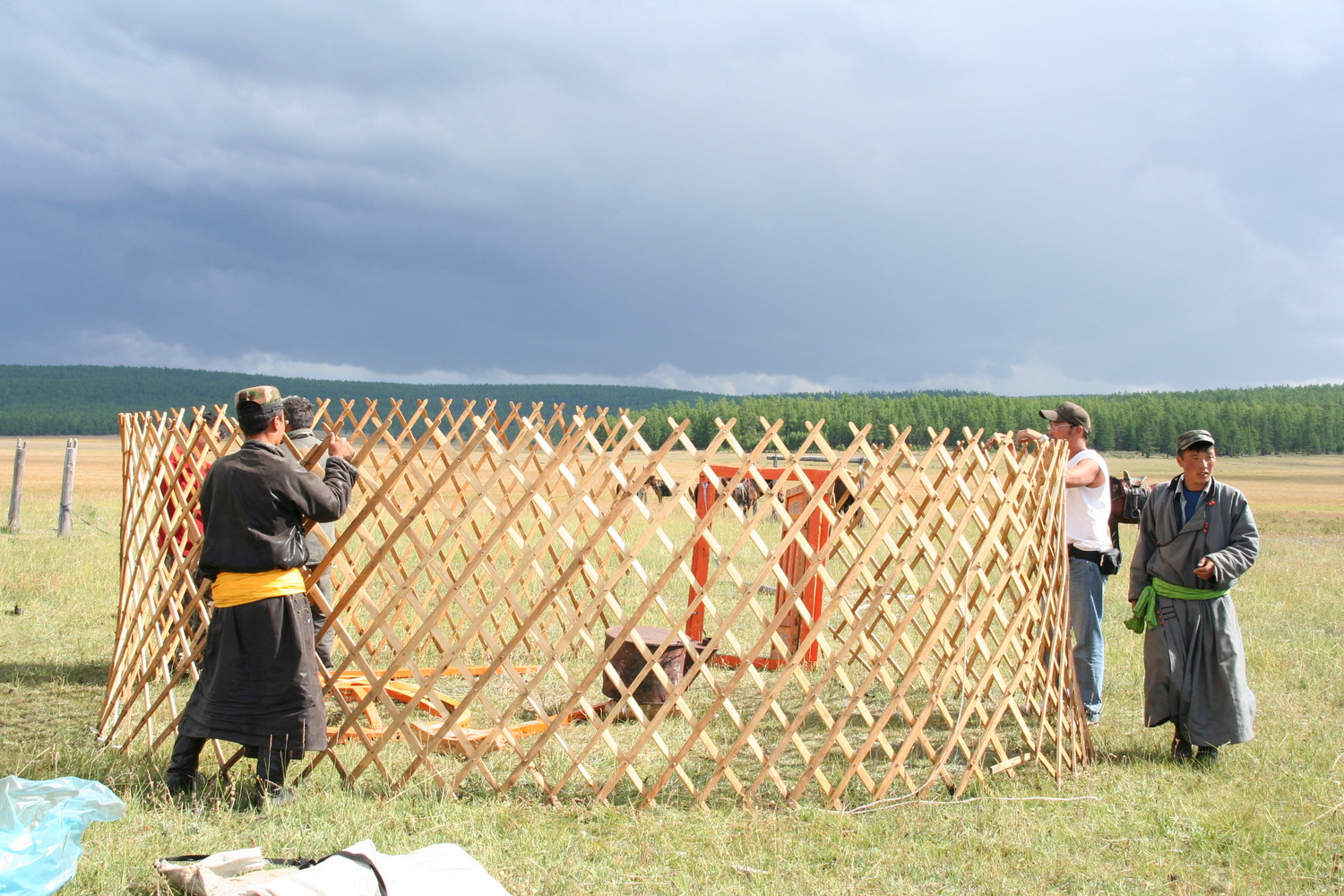
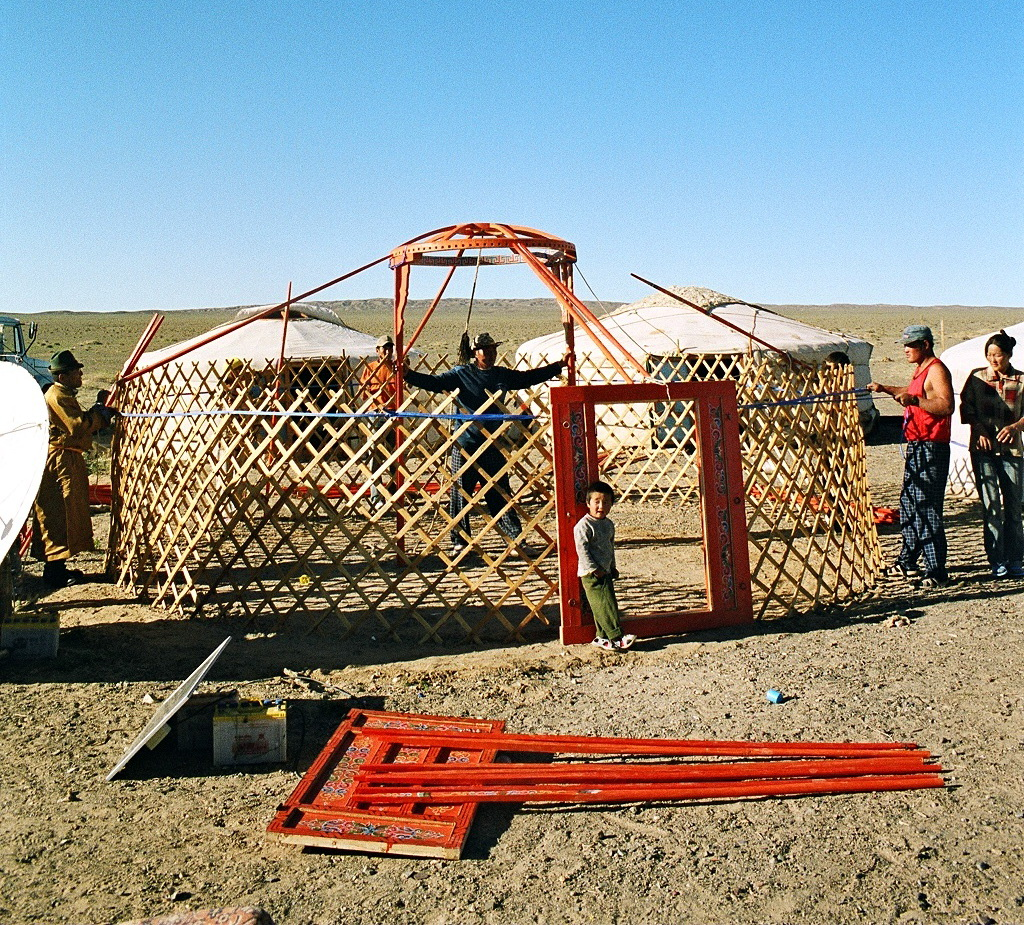
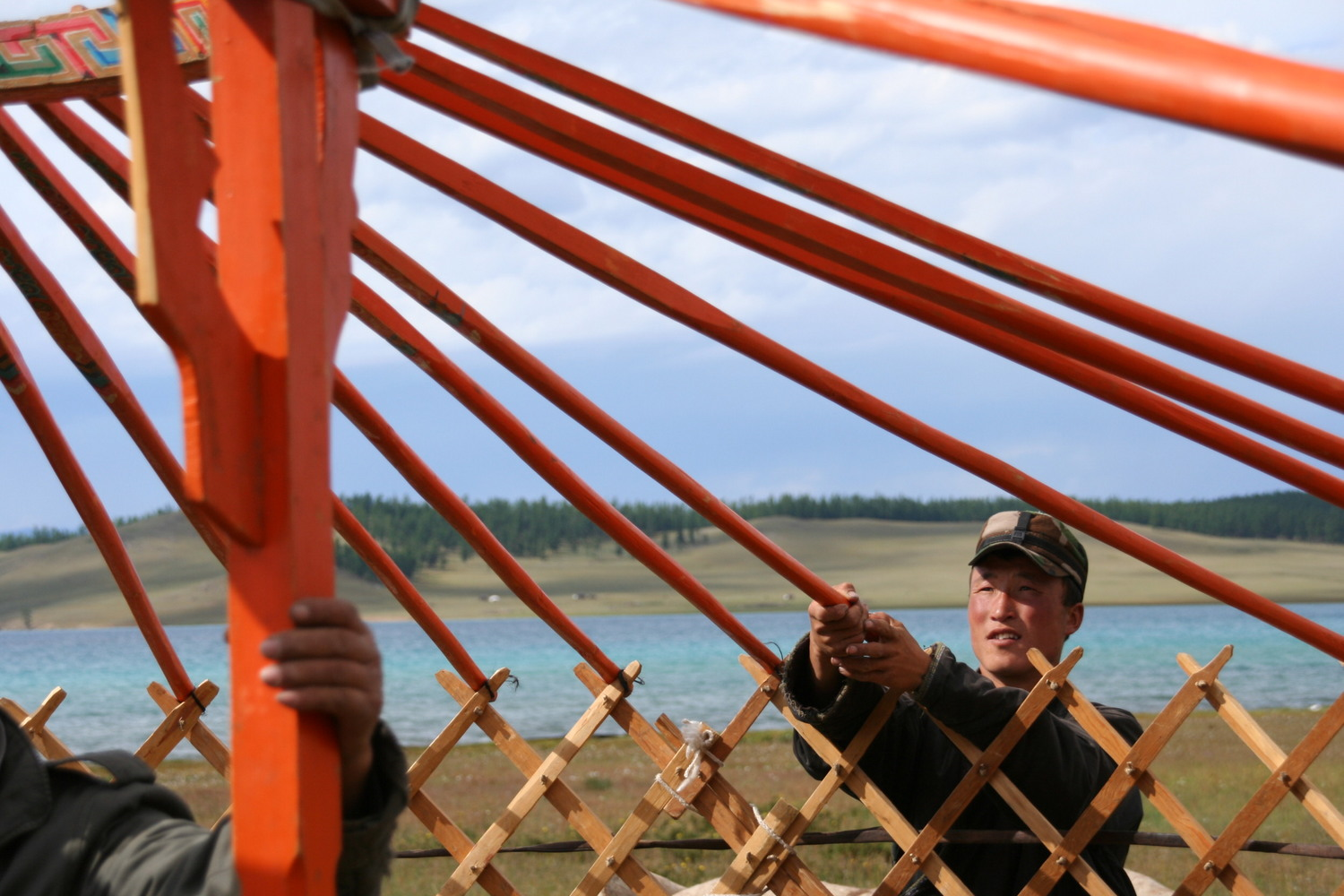
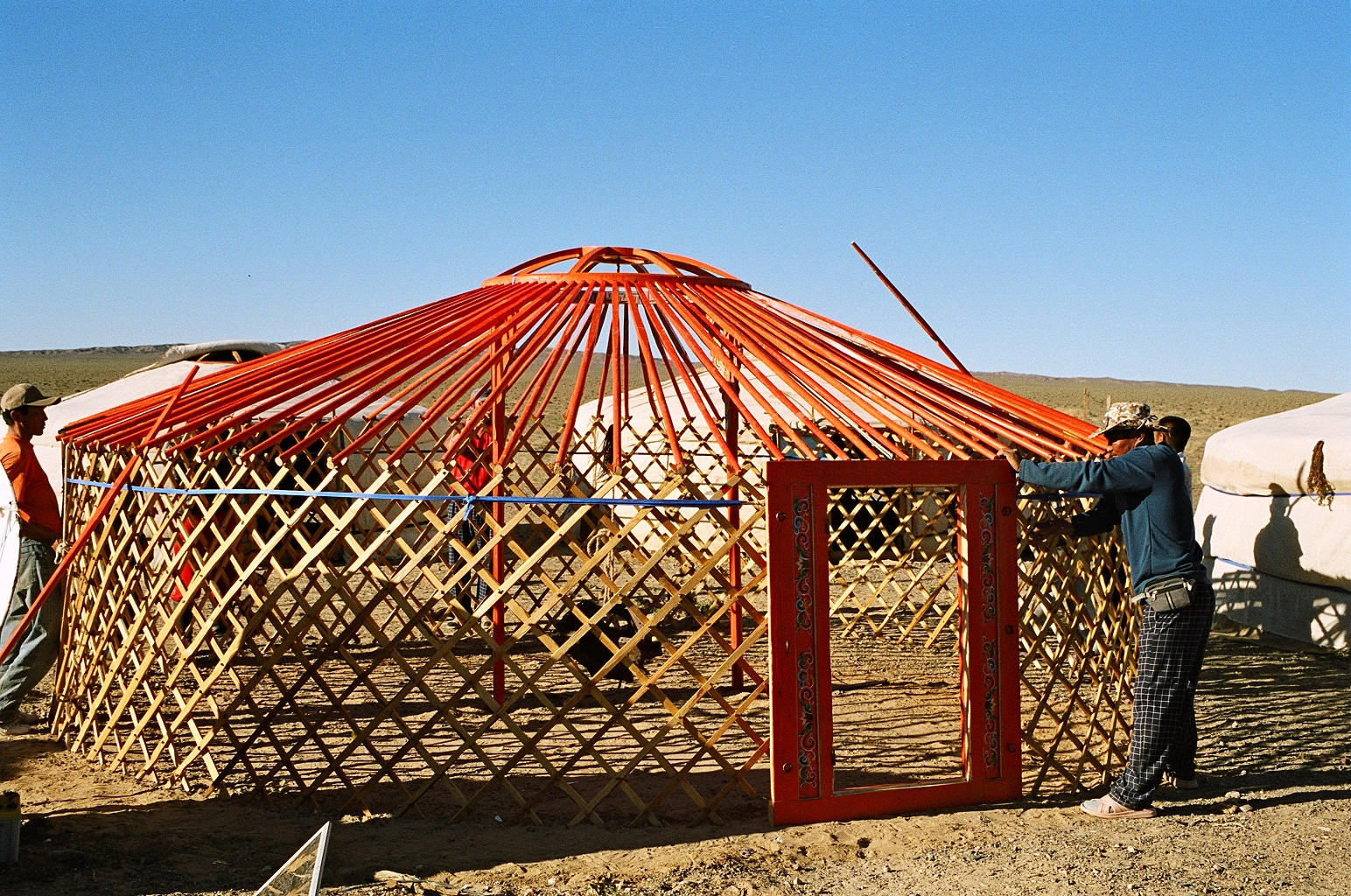
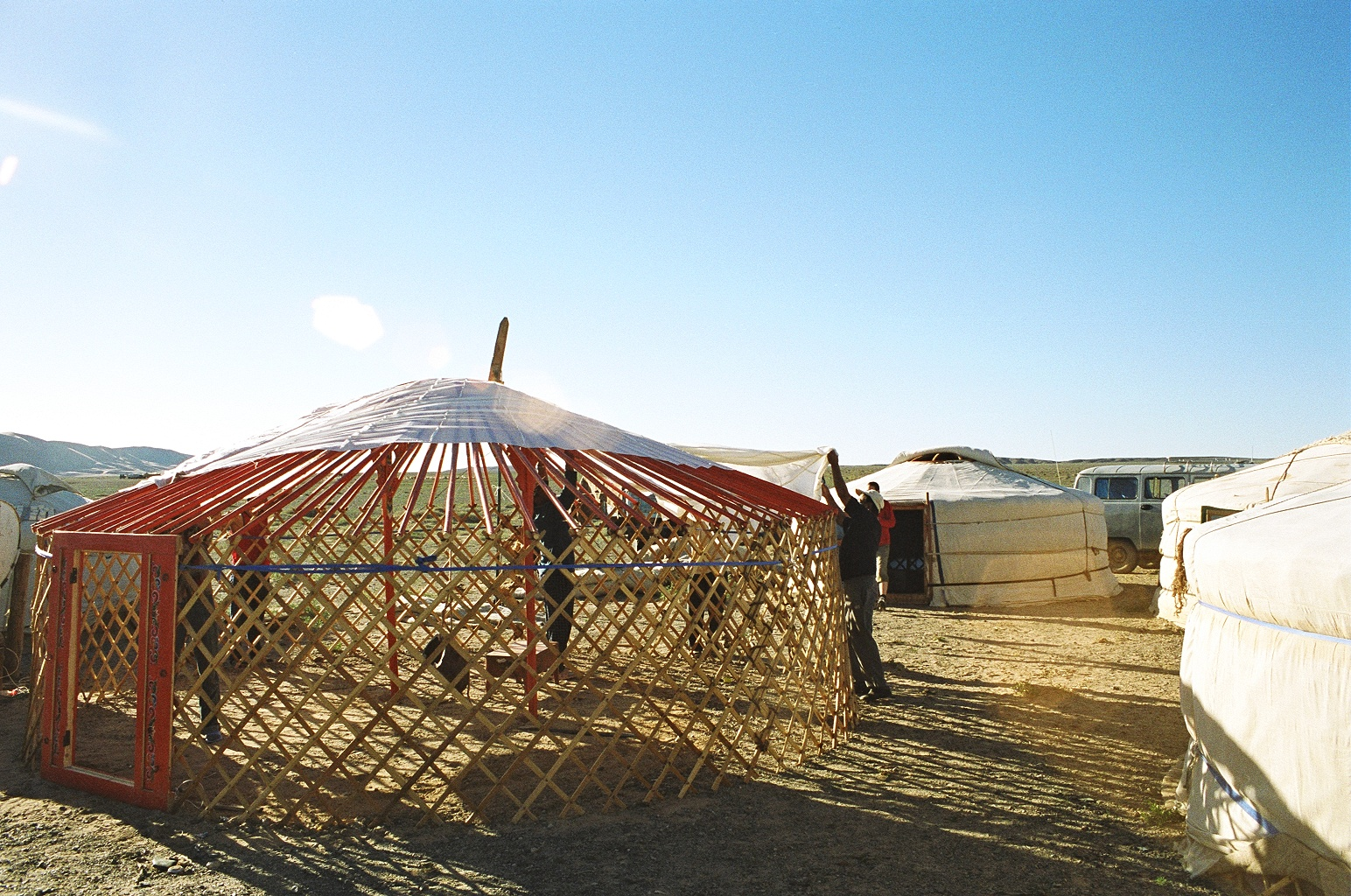
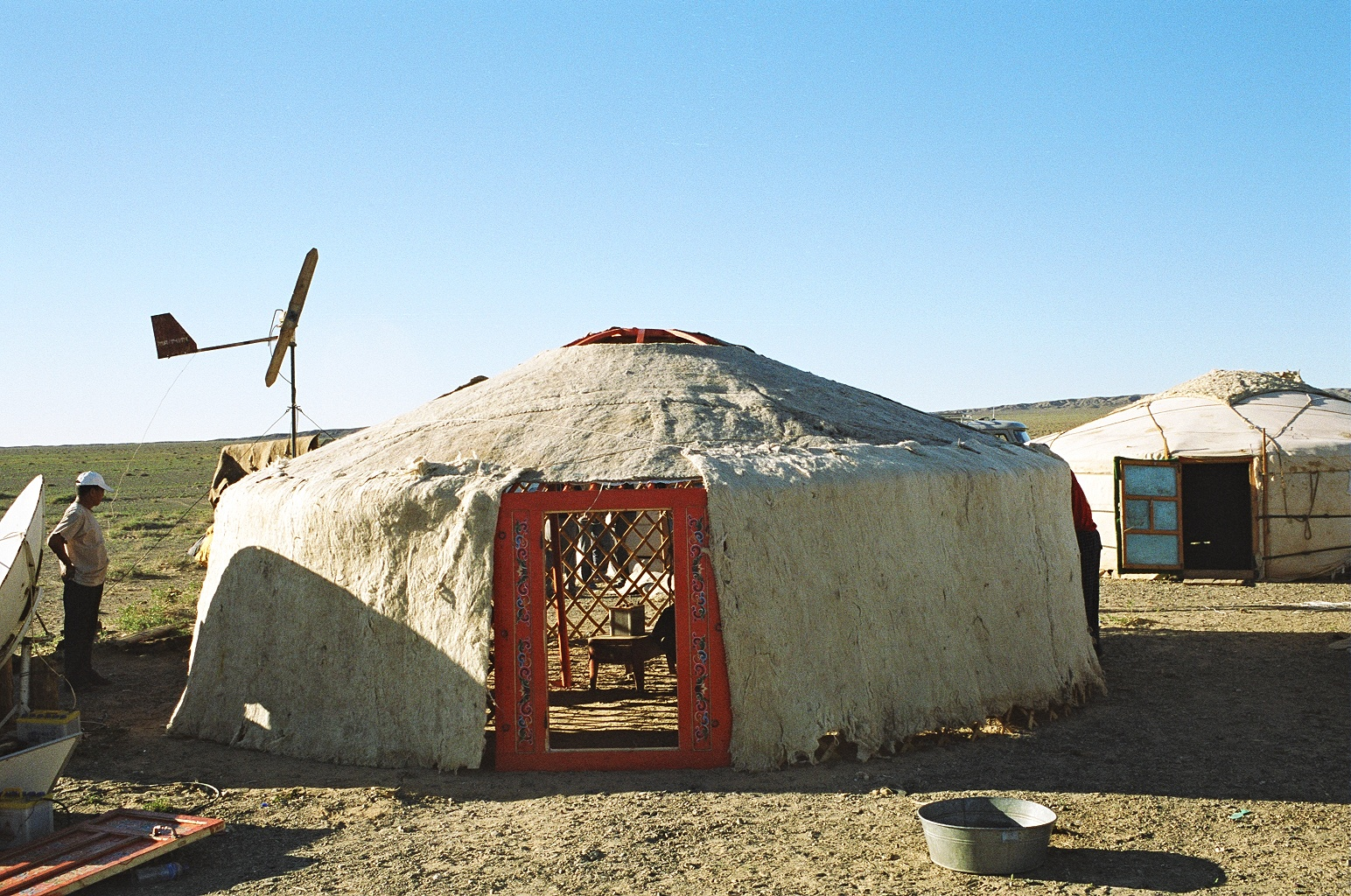
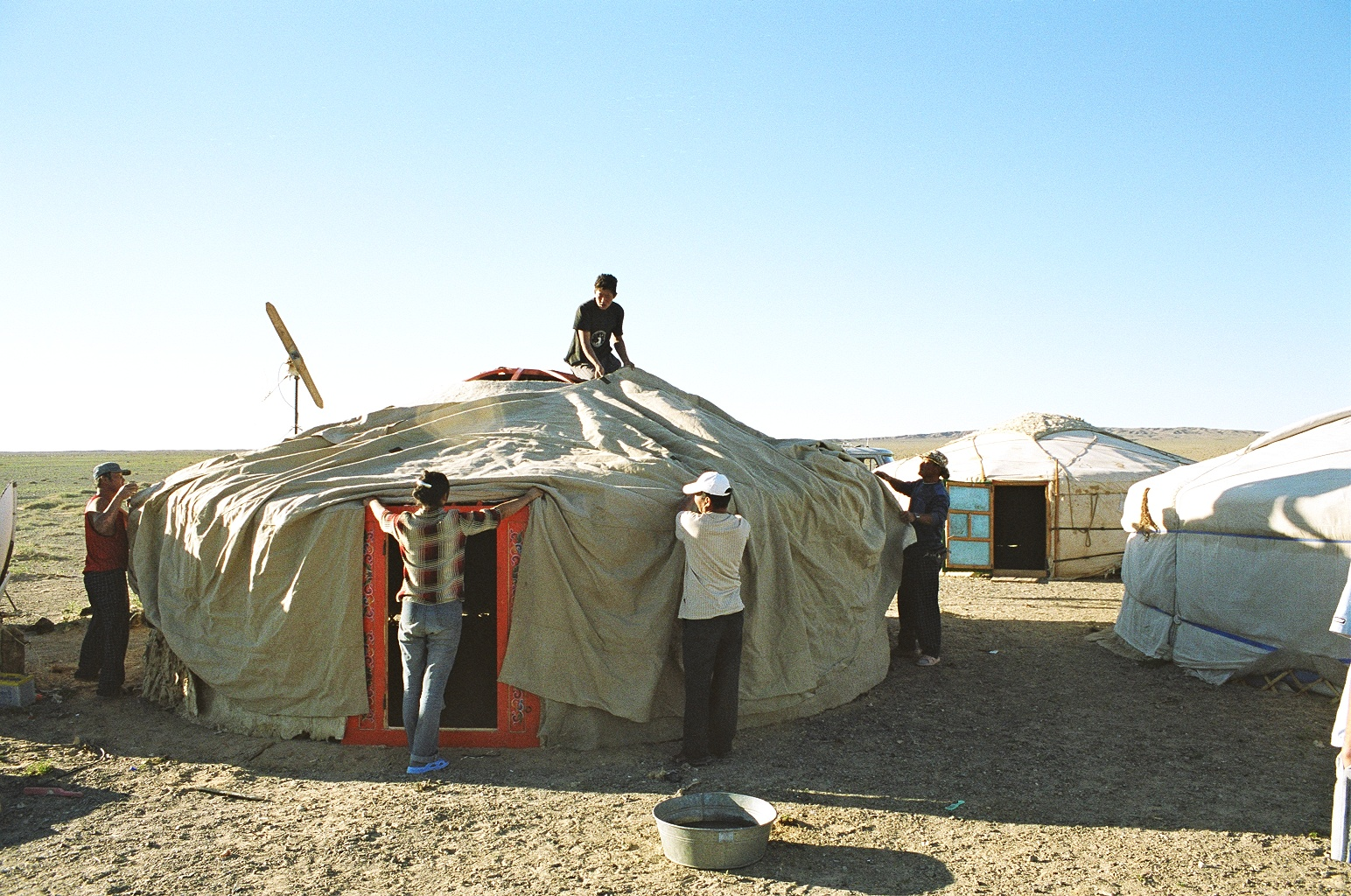
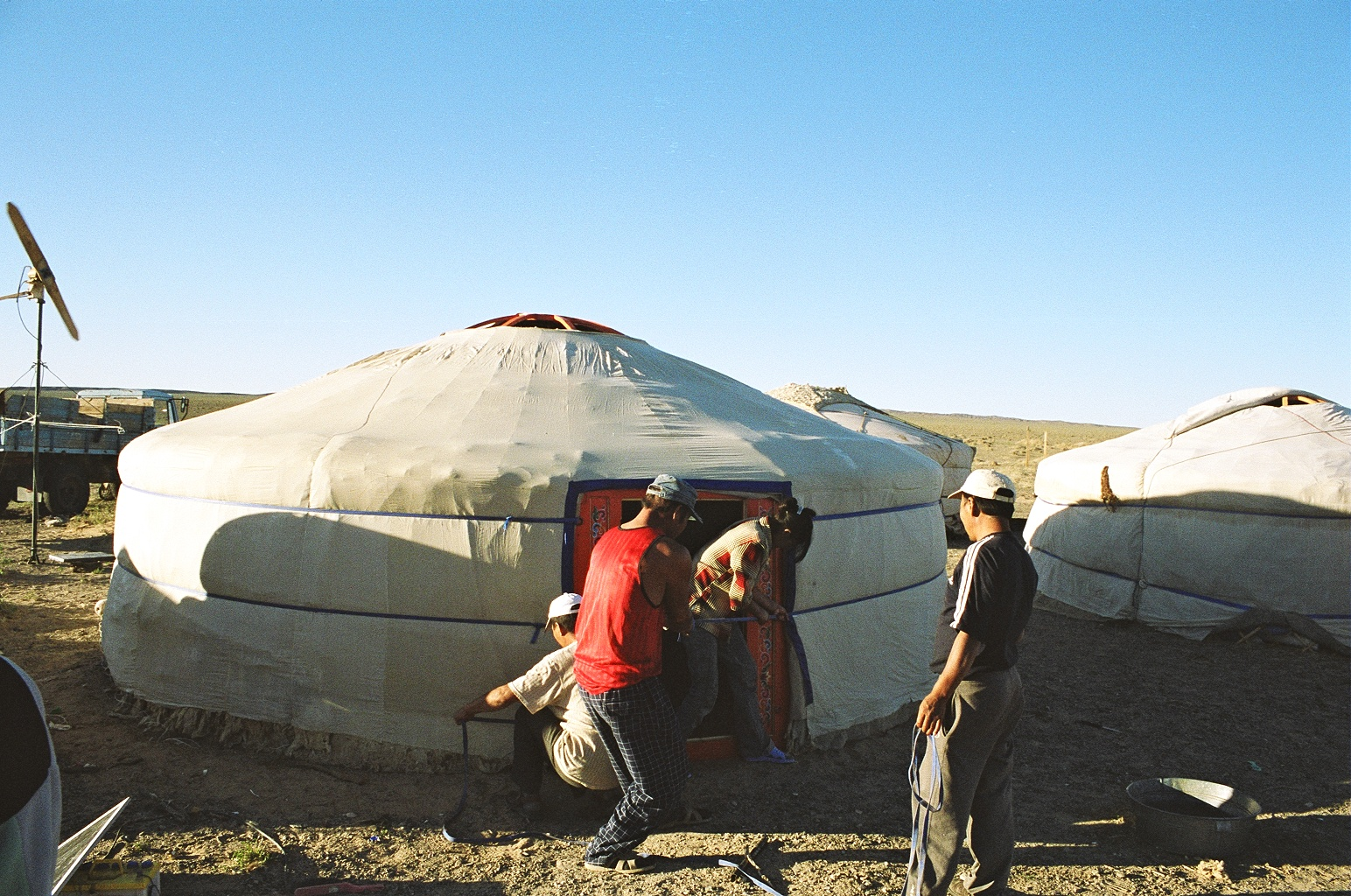

### Aménagement

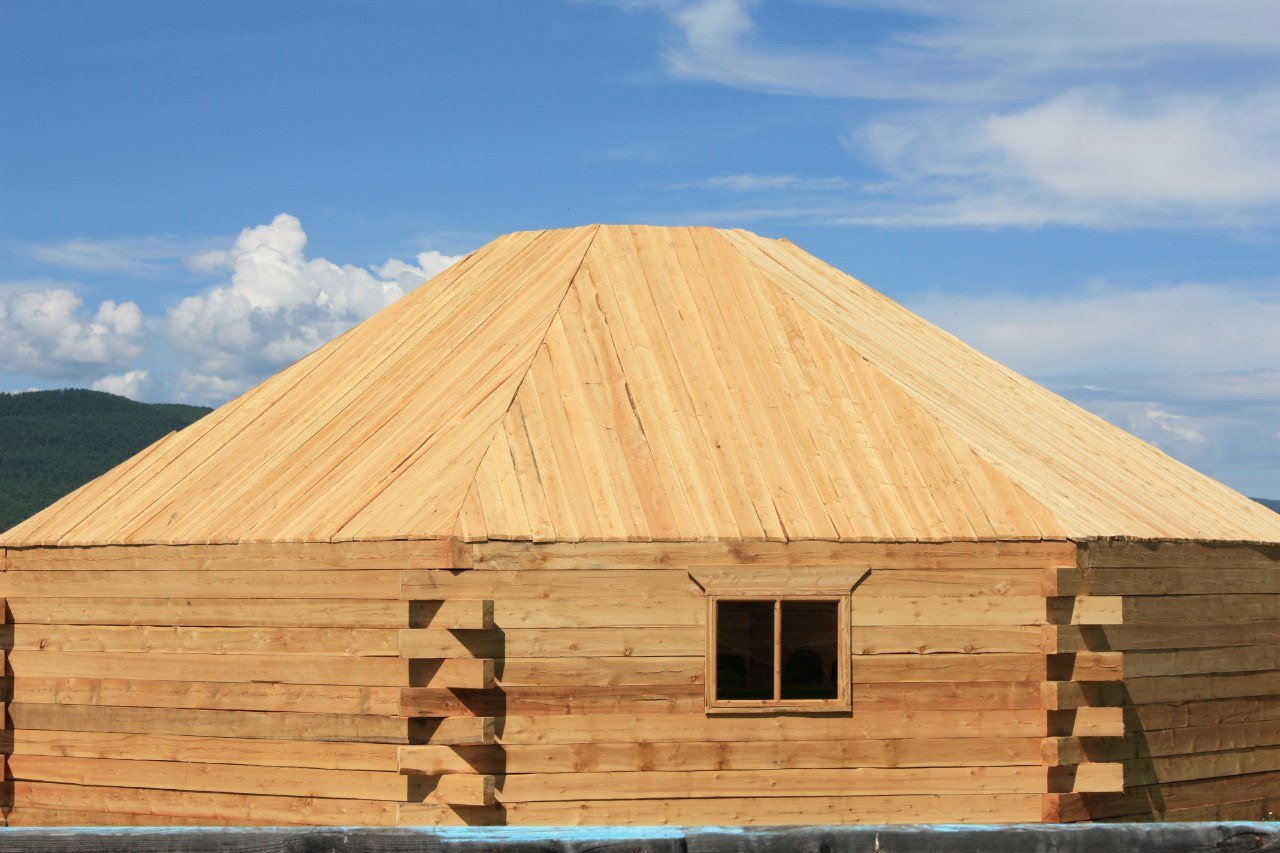
La yourte en bois en construction dans le district de Zakamensky en Bouriatie, fédération de Russie

La yourte est toujours montée et décorée selon le strict respect des coutumes. La porte de la yourte doit toujours faire face au sud (ou légèrement au sud-est), en direction du soleil. Le poêle, utilisé pour chauffer et cuisiner, est directement placé au centre de la yourte, l'ouverture faisant face à l'est ; un panier de combustible et une pince sont gardés devant le poêle. La yourte est divisée en deux parties, à l'ouest se tiennent les hommes, et à l'est les femmes. Ainsi, tous les ustensiles associés aux activités masculines – y compris l'outre à airag (ou koumiss), les selles, les fers rouges et le fusil de chasse – sont gardés sur la gauche de la yourte, près de la porte, pendant que les outils de travail des femmes – ustensiles de cuisine, les barils d'eau, et la théière – sont gardés à la droite de l'entrée. Les lits sont placés sur chaque côté de la yourte, au nord de l'espace réservé au stockage.
Les objets de valeur de la famille sont gardés au fond de la yourte, partie associée au respect. Chaque famille possède un ou plusieurs coffres en bois dans le fond de sa yourte. Les vêtements, l'argent, et les autres articles de valeur y sont rangés, tandis que les icônes religieuses, les livres, les photographies de la famille, etc., sont exposés au-dessus. L'été les bords des toiles sont relevés afin de rafraîchir l'espace de vie. En hiver une double toile est ajoutée afin de garantir une température confortable.
Adaptation nécessaire au monde moderne, quasiment toutes les yourtes sont aujourd'hui équipées de panneaux solaires et d’antennes satellites, permettant ainsi aux nomades d'avoir de l’électricité et la télévision. 
La yourte est devenue en quelques années, un habitat alternatif qui connait un fort engouement en Europe. Elle possède un statut juridique depuis 2015  en France « résidences démontables constituant l’habitat permanent de leurs utilisateurs ». En effet, considérée comme une habitation légère de loisirs, HLL, cela en fait une habitation soumise au code de l’urbanisme français, dans le cadre de l’article L421-1. Pour s'adapter aux climats continentaux, océaniques et de montagne européen.

### Code de conduite

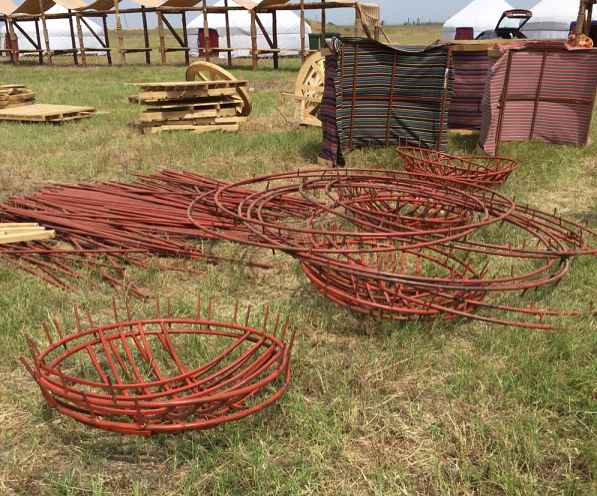
Une yourte à structure en métal.

La yourte est un espace fortement ritualisé, et on y trouve de nombreuses coutumes ancestrales. L'endroit est régi selon la croyance locale, par des forces cosmiques dont il ne faut pas briser l'équilibre[réf. nécessaire]. Les règles de convenance y sont très nombreuses, notamment concernant les gestes et les positions corporelles, ou le sens de circulation autour de la table ou du poêle central.
On pénètre dans la yourte toujours du pied droit sans heurter le seuil. Il ne faut pas rester debout plus que nécessaire, ni traverser entre les deux piliers centraux. Les yourtes mongoles sont divisées en deux espaces sexués. Dans toutes les yourtes, la place d'honneur, réservée par ordre de priorité à l'hôte, au plus âgé ou au chef de famille, fait face à la porte.
Les croyances animistes sont très présentes, et il ne faut pas offenser les esprits en jetant par exemple des détritus dans l'âtre central. Pour se préserver des esprits, l'hôte ouvre une bouteille de vodka, en verse une rasade dans un verre, puis y trempe le doigt pour jeter, en offrande à la nature, quelques gouttes du breuvage. Ici la tradition change entre les régions. À Oulan-Bator, capitale de la Mongolie, on envoie une goutte aux quatre points cardinaux, tandis qu'a Hohhot, capitale de la Mongolie-Intérieure, dans le centre de la Mongolie Intérieure, on envoie une goutte au ciel, une goutte à la terre et on se frotte le front avec une troisième en hommage aux ancêtres. Puis, il propose le verre aux invités qui, chacun à leur tour, en boivent une gorgée. Refuser cet honneur est très mal vu, et une bouteille de vodka ouverte doit être terminée. Le fait que l'hôte boive en premier la tasse et que l'on trempe les doigts dans le breuvage est une tradition qui remonterait à l'époque de Gengis Khan. Son père étant mort empoisonné, il aurait mis en place des codes pour éviter un nouvel empoisonnement. Le fait que l'hôte boive en premier montre que le breuvage est potable. De la même façon, en trempant son doigt et par la même sa bague dans le breuvage, on peut voir au changement de couleur de la bague si celui-ci contient du poison, la multiplication des gestes laissant le temps au poison d'agir.

### Historique

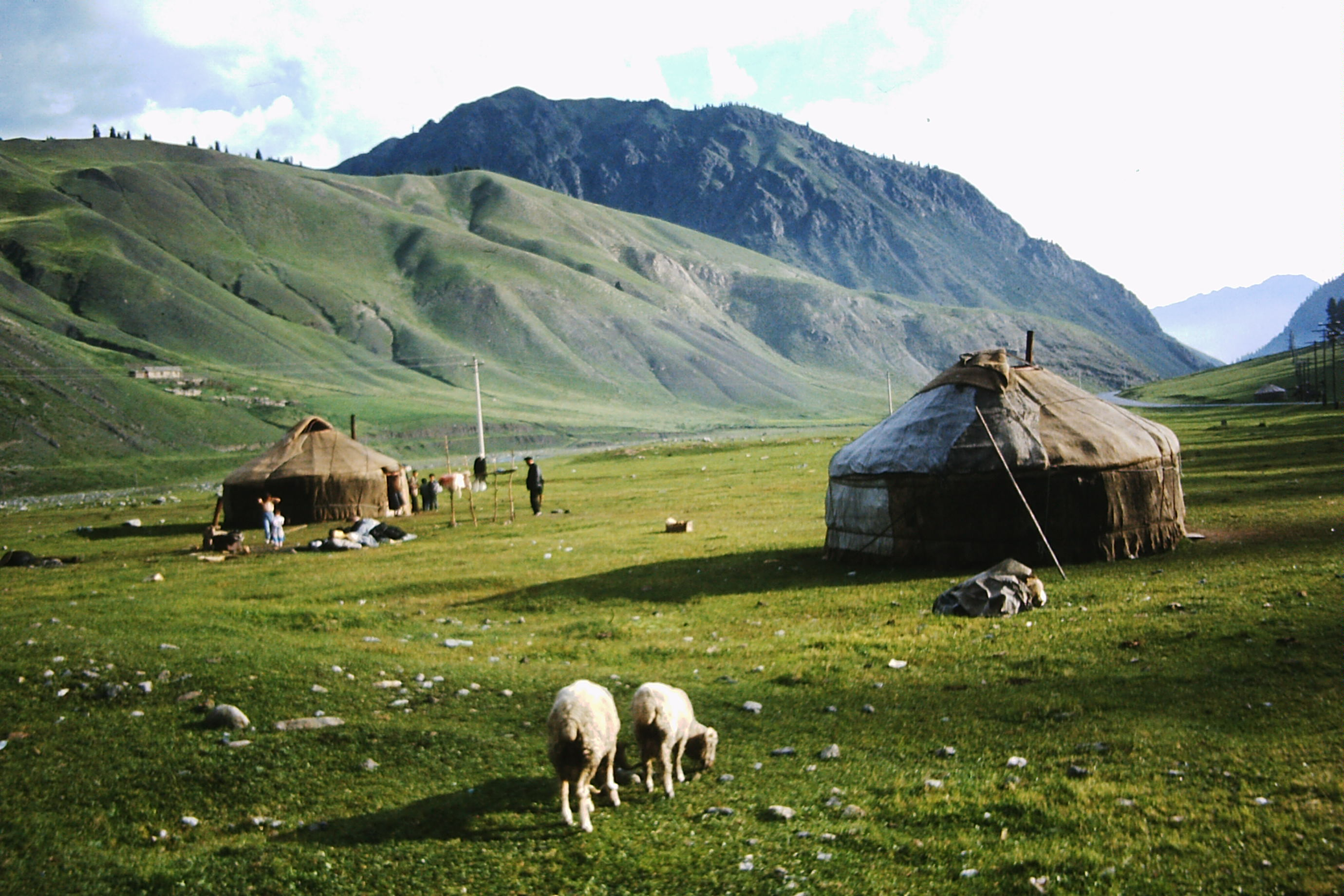
Yourtes dans la région autonome ouïghoure du Xinjiang, situé à l’extrême ouest de la Chine

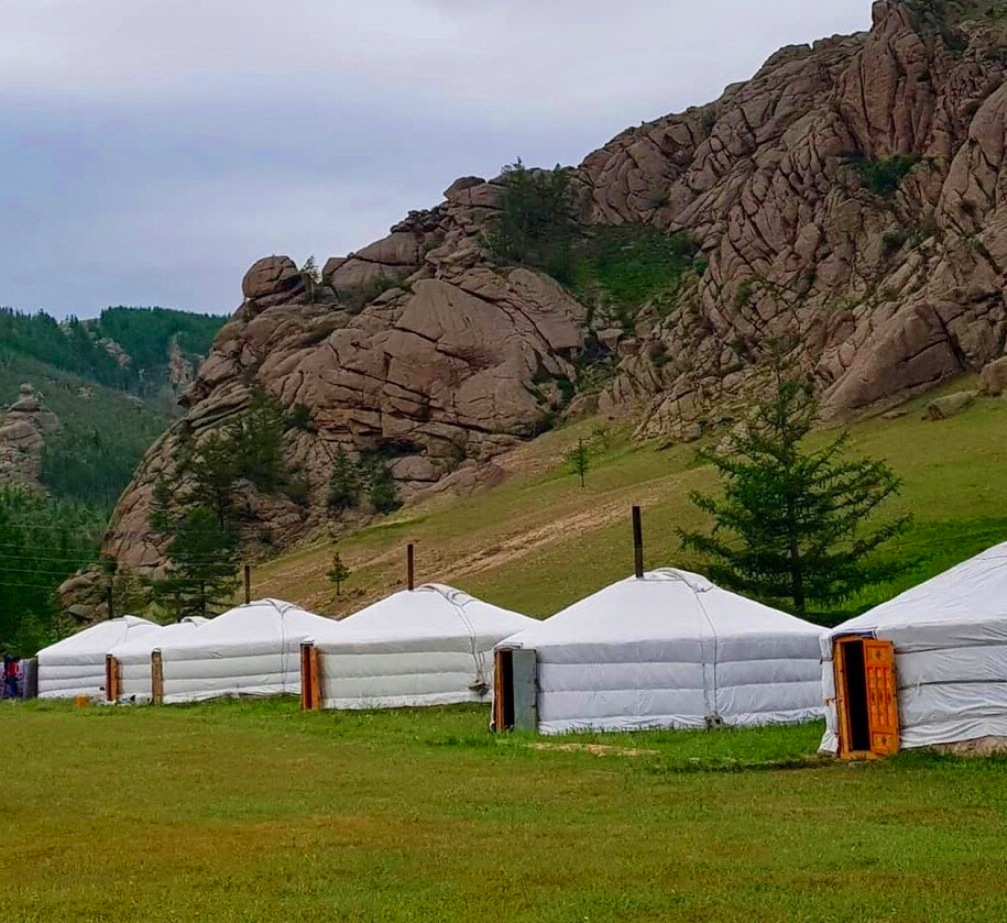
Yourtes dans un camp touristique en Mongolie

L'histoire des yourtes semble se perdre dans celle des peuples de la steppe qui ont essaimé à travers l'immensité de la steppe eurasienne après que celle-ci a été rendue de nouveau propice à un peuplement nomade épars, chasseurs-cueilleurs, puis éleveurs, à mesure du retrait de l'inlandsis qui couvrait le nord du continent jusqu'à la fin de la dernière période glaciaire. Les premières traces de yourtes ont été laissées par les pasteurs semi-nomades de la culture d'Andronovo, peuple indo-européen éleveur de chevaux qui s'est répandu dans la steppe eurasienne depuis l'Oural et la mer Caspienne jusqu'au bassin de l'Ienisseï vers la fin du IIIe millénaire av. J.-C. La yourte, refuge pour faire face aux rigueurs du climat continental et aux nécessités de mobilité pour suivre troupeaux et migrations annuelles, a évolué substantiellement à travers les siècles. Son succès est lié à quelques découvertes significatives, dont la roue qui a permis de constituer des attelages autorisant la mobilité : ainsi des images de gerlugs, ou les « charrettes à yourte », ont été trouvées sur plus de cinquante fresques datant de l'âge du bronze. La découverte du feutre a permis aux premiers nomades d'isoler facilement et efficacement leurs maisons, posant les fondations des habitations qui deviendront les premières yourtes. Enfin, la yourte semble aussi avoir emprunté à l'orts, un simple abri toujours utilisé par les Tsaatans (les éleveurs de rennes), consistant aujourd'hui en un cadre conique de branches ou de poteaux en bois couverts de peaux animales.
Cette combinaison de qualités essentielles explique le succès qu'a eu le modèle, repris par suite, avec des aménagements spécifiques, par toutes les civilisations qui ont habité ces immenses étendues.
Guillaume de Rubrouck, un voyageur français qui a visité la Mongolie en 1253, décrit les yourtes mongoles de son temps dans son livre Voyage dans les pays de l'est : « Ils mettent leurs maisons sur les roues, et des baguettes tissées servent de murs à la maison. Les murs sont joints sur le sommet formant ainsi l'encolure de la maison. Ils sont recouverts de feutre blanc, et ce dernier est souvent enduit de poudre de citron ou d'os pour le faire scintiller. Ils mettent parfois sur l'ouverture du toit un feutre noir décoré avec de beaux dessins sur différents thèmes. À l'entrée de la maison, ils accrochent un feutre recouvert de tissus bariolés, et la vigne, les arbres, les oiseaux, et les animaux sont reproduits en feutre coloré. »
Les yourtes mobiles du XIIIe siècle étaient spacieuses, la largeur entre les roues d'un attelage pouvant aller jusqu'à six mètres : Roubrouc a compté 22 taureaux tirant une charrette à yourte. Les plus grandes yourtes de l'histoire étaient les palais des khaans (orda ger) et Khagans, utilisées pour recevoir les représentants étrangers, pour les réunions importantes, etc. Les yourtes-palais étaient décorées avec des peaux d'animaux de valeur (tigre, lion, etc.), et les poteaux ainsi que les parties du cadre étaient ornés d'or. Une réplique de la yourte d'Abtai Sain Khani, qui avait quinze murs et 150 branches, est exposée à Oulan-Bator le long de la Selbe. 
À partir du Moyen Âge, la yourte est devenue plus légère et plus mobile, le changement structurel le plus perceptible étant au niveau du toit qui avait précédemment une encolure haute et pointue tout à fait contraire au toit en forme de dôme de la yourte moderne. Plusieurs changements technologiques importants ont été introduits au XXe siècle, notamment le remplacement du tulga (feu à même le sol) par un poêle fermé, permettant à la fumée d'être évacuée plus facilement de la maison, le remplacement du rabat en feutre à l'entrée à la maison par une porte en bois solide, l'usage de lits au lieu de peaux de bêtes ou de rembourrage en feutre, l'introduction d'une coquille en coton blanc à l'extérieur de la yourte, ce qui améliore l'apparence de la maison.
Dans les steppes turques d'Anatolie centrale, entre Konya et Eregli, on peut encore observer au XXe siècle quelques exemples de cette architecture légère qui rappelle les origines altaïques des Turcs contemporains.

## Yourte kirghize

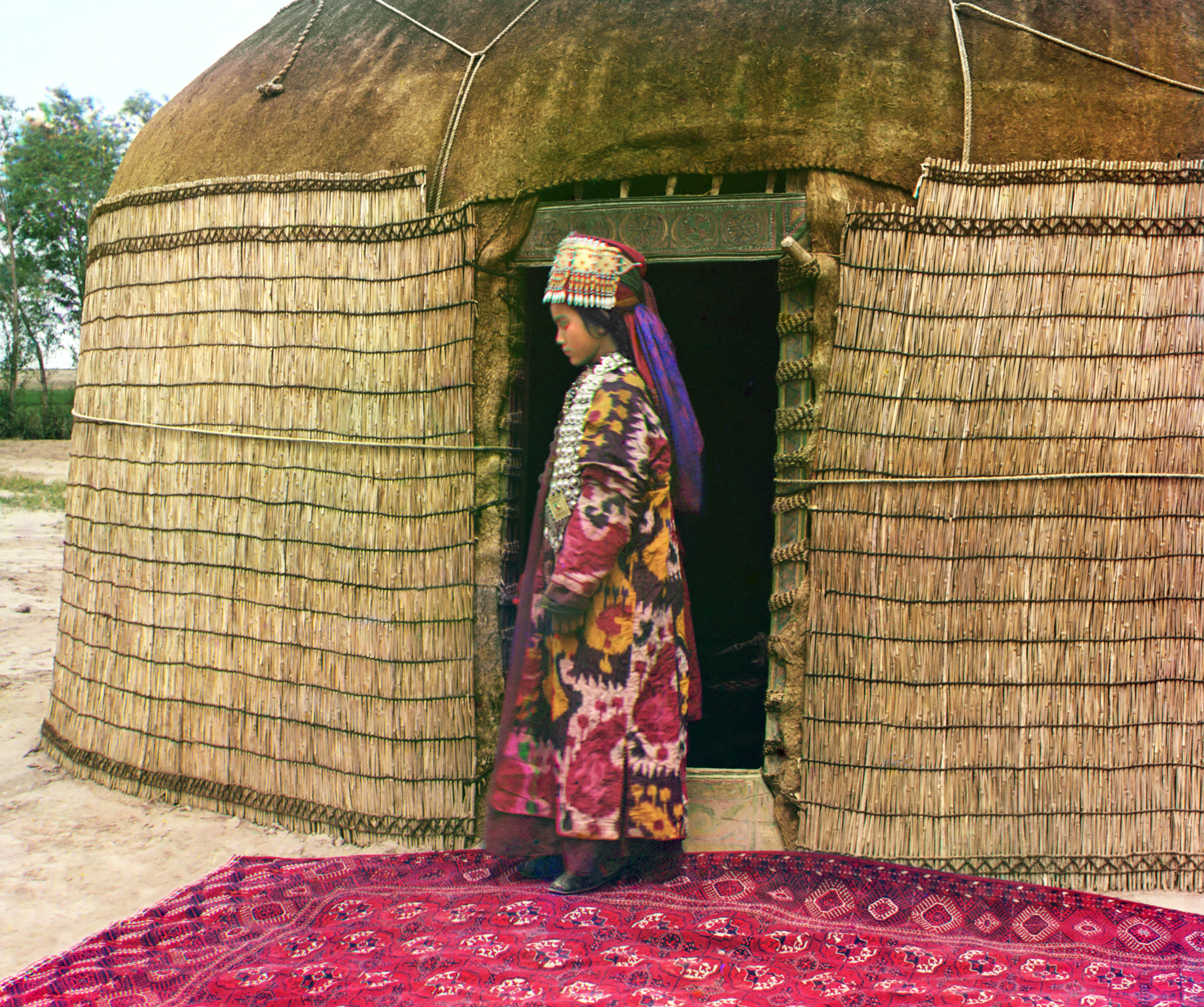
Femme ouzbek à l'entrée d'une yourte au Turkestan. La yourte est fermée extérieurement par des nattes en bambou (photographie de Prokudin-Gorskii en 1913).

La yourte kazakhe ou kirghize diffère sensiblement de la yourte mongole. Plus élancée, elle peut atteindre jusqu'à 3 mètres de haut, du fait du système de fixation des perches au cercle de clef de voûte (« tündük » en kirghiz,, ce qui signifie aussi « nord » et « shanrak » en kazakh). Le volume intérieur en est d'autant plus vaste. Le nombre de perches varie de 50 à 80 en fonction du diamètre chez les Kazakhs, tandis que chez les Kirghiz, il y en a 40 comme le nombre de clans composant le peuple kirghiz. La porte est toujours dirigée vers le sud. La couverture extérieure de la yourte kirghize est souvent de laine beige ou grise, d'où son nom « boz üy », qui signifie « maison grise », tandis que la yourte mongole est plus fréquemment recouverte d'une toile de coton blanc éclatant.
Enfin, le mobilier intérieur est différent : pas d'armoire, des nattes en laine et coton à la place des lits. Une série (1 à 3) de coffres en bois décorés renfermant les biens familiaux et ustensiles de cuisine fait face à la porte. Durant la journée, ces coffres sont surmontés des nattes de couchage soigneusement pliées. 
Contrairement à la yourte mongole, la yourte kazakhe ou kirghize est rarement un habitat permanent. Depuis la sédentarisation forcée des années 1930 en Union soviétique, elle sert essentiellement en été, lors de la transhumance ou lors des vacances d'été pour les citadins en quête de retour vers la tradition. Elle est ensuite démontée, séchée et rangée en automne, lorsque les bergers regagnent leurs maisons dans les villages.